# Salvatore Pennacchio
Salvatore Pennacchio (Marano, 7 de setembro de 1952) é um diplomata e prelado da Igreja Católica italiano, Presidente da Pontifícia Academia Eclesiástica.

## Biografia
Foi ordenado padre em 18 de setembro de 1976, na Diocese de Aversa pelo seu bispo, Antonio Cece. Em seguida, passou a estudar na Pontifícia Academia Eclesiástica de Roma e, ao terminar a sua formação, começou a trabalhar como funcionário do Serviço Diplomático da Santa Sé em 15 de abril de 1979. Ele serviu nas nunciaturas apostólicas no Panamá, Etiópia, Austrália, Turquia, Egito, Iugoslávia e Irlanda.
Em 28 de novembro de 1998, o Papa João Paulo II o nomeou núncio apostólico em Ruanda, sendo consagrado como arcebispo-titular de Montemarano em 6 de janeiro de 1999, na Basílica de São Pedro, pelas mãos do Papa João Paulo II, coadjuvado por Giovanni Battista Re, oficial da Secretaria de Estado e por Francesco Monterisi, secretário da Congregação para os Bispos e do Colégio dos Cardeais.
Em 20 de novembro de 2003, foi nomeado Núncio Apostólico na Tailândia, Singapura e Camboja e Delegado Apostólico em Myanmar, Laos, Malásia e Brunei. Em 8 de maio de 2010, o Papa Bento XVI o nomeou Núncio Apostólico na Índia e, em 13 de novembro do mesmo ano, no Nepal.
Em 6 de agosto de 2016, foi nomeado pelo Papa Francisco como Núncio Apostólico na Polônia.
Em 25 de janeiro de 2023, foi nomeado como Presidente da Pontifícia Academia Eclesiástica.